# Budimska eparhija
Budimska eparhija (Budimska srpska pravoslavna eparhija), crkveno je područje za pravoslavne Srbe u Mađarskoj i Češkoj. 

## Povijest
Srpskih naselja i pravoslavnih crkava bilo je u Mađarskoj već u 15. stoljeću (Srpski Kovin, 1440.) na dobrima koje su mađarski kraljevi davali srpskim despotima i vlasteli.  U 16. stoljeću spominju se srpske eparhije, Budimska i Segedinska. Za vrijeme turske vladavina (1541. – 1686.) sjedište Budimske eparhije bilo je u manastiru Grabovcu, osnovanom 1585., i u Budimu (u 17. st. episkopi su bili Sevastijan, Simeon, Viktor, Kiril), a poslije velike seobe (1690.) u Sentandriji, gdje se formirala najveća srpska kolonija sa sedam crkava. Stolnobiogradska eparhija (mađ. Székesfehérvár, čitaj: Sekešfehervar) i Mohačko-sigetska eparhija spojene su s Budimskom u prvoj polovici 17. stoljeća, dok je sjedište Segedinske eparhije preneseno u Novi Sad.
Budimska eparhija ušla je u sastav Karlovačke mitropolije 1695. Neki budimski episkopi postali su karlovački mitropoliti  (Vićentije Popović 1713., Stefan Stratimirović 1790., Stefan Stanković 1837., Lukijan Bogdanović 1908.), drugi su se istakli kao znanstveni djelatnici (Dionisije Novaković 1749. – 1767.) ili su pomagali crkvenu i narodnu prosvjetu (Platon Atanacković 1839. – 1848., 1851.).

## Današnje stanje
Budimska eparhija imala je početkom 20. stoljeća 44 parohije, 63 crkve i kapele, 44 svećenika i 23.388 vjernika. Poslije 1918. godine mnogi Srbi iselili su se u Jugoslaviju (optanti). Godine 1979. ta eparhija imala je 40 parohija s 19 svećenika, dok je broj vjernika znatno opao. Mnoge crkve su ostale potpuno bez vjernika. Dio kulturno-povijesnog blaga iz pravoslavnih crkava u Mađarskoj čuva se u Eparhijskom muzeju u Sentandriji. Eparhijom je tada upravljao episkop bački iz Novoga Sada. Danas je episkop budimski gospodin Lukijan. 

## Baranja
Baranja je pripadala Mohačko-sigetskoj eparhiji sve do njenog pripajanja Budimskoj eparhiji. Poslije Prvog svjetskog rata tada jugoslavenski (a sada hrvatski) dio Baranje pripojen je Bačkoj eparhiji, u čijem je sastavu bio sve do 1991., kad je ušao u sastav obnovljene Osječkopoljske i baranjske eparhije) sa sjedištem u Dalju. 

## Episkopi budimski (nepotpuni popis)
- Sevastijan
- Simeon
- Viktor
- Kiril (1668. – 1680.)
- Vićentije Popović (?-1713.)
- Vasilije Dimitrijević (1728. – 1748.)
- Dionisije Novaković (1749. – 1767.)
- Sofronije Kirilović (1774. – 1781.)
- Stefan Stratimirović (1786. – 1790.)
- Stefan Stanković (?-1837.)
- Platon Atanacković (1839. – 1851.)
- Lukijan Bogdanović (1897. – 1908.)

## Srpske crkve Budimske eparhije
- Baja (Baja)
- Bata (Százhalombatta)
- Batanja (Battonya)
- Breme (Beremend)
- Budimpešta (Budapest)
- Veliki Budmir (Nagybudmér)
- Čip (Szigetcsép)
- Čobance (Csobánka)
- Deska (Deszk)
- Fedvar (Dunaföldvár)
- Pentela (Dunaújváros)
- Jura (Győr)
- Grabovac (Grábóc)
- Iločac (Illocska)
- Eger (Eger)
- Kalaz (Budakalász)
- Komoran (Komárom)
- Lipovo (Lippó)
- Lovra (Lórév)
- Madžarboja (Magyarbóly)
- Mađarčanad (Magyarcsanád)
- Majša (Majs)
- Medina (Medina)
- Miškolc (Miskolc)
- Mohač (Mohács)
- Pečuh (Pécs)
- Sentivan (Újszentiván)
- Ostrogon (Esztergom)
- Pomaz (Pomáz)
- Ajmaš (Rácalmás)
- Racmečka (Rácmecske-Erdőmecske)
- Santovo (Hercegsántó)
- Sečuv (Dunaszekcső)
- Segedin (Szeged)
- Senandrija (Szentendre)
- Sirik (Szőreg)
- Kovin (Ráckeve)
- Stolni Biograd (Székesfehérvár)
- Šarok (Sárok)
- Šikloš (Siklós)
- Šumberak (Somberek)
- Vašarelj (Hódmezővásárhely)
- Viljan (Vilány)

## Ustupljene crkve Budimske eparhije
(drugim vjerskim zajednicama ili općinskim vlastima)
- Balašađarmat (Balasagyarmat) - Crkva Rođenja Bogorodice (1785.)
- Donja Nana (Alsónana) - Crkva Uspenja Bogorodice (18. stoljeće)
- Srpski Garčin (Rácgarcöny) - Crkva sv. arhanđela Mihaila
- Vacija (Vác) - Crkva sv. Nikole (1792.)

## Porušene crkve Budimske eparhije
(uništene u bombardiranju - Adonj; prodate i srušene: Batasek, Borjad, Ivandarda, Litoba, Rachidoš, Vemen; srušene: Pečvar, Rackozar, Siget, Titoš)
- Adonj (Adony) - Crkva Silazak sv. Duha (prva polovica 18. stoljeća - Drugi svjetski rat)
- Batasek (Bátaszék) - Crkva sv. Georgija (1775. – 1958.)
- Borjat (Borjád) - Crkva Vavedenja Bogorodice (1735. – 1974.)
- Ivandarda (Ivándárda) - Crkva sv. Georgija (18. stoljeće-1970.)
- Lančuk (Lancsok) - Crkva sv. Jerarha (1752. – 1962.)
- Litoba (Liptód) - Crkva sv. jevanđeliste Luke (druga polovica 18. stoljeća - 1951.)
- Pečvar (Pecsvárd) - Crkva Uspenja Bogorodice (1730. – 1925.)
- Rachidoš (Ráchidos) - Crkva posvećena prazniku Prenos moštiju sv. Nikole (prva polovica 18. st. - 1949.)
- Rackozar (Ráckozár) - Crkva sv. Jovana (1720. – 1919.)
- Siget (Szigetvár) - Crkva sv. Tri Jerarha (1752. – 1956.)
- Titoš (Ráctöttös) - Crkva sv. Dimitrija (1776. – 1964.)
- Vemen (Vemend) - Crkva posvećena prenosu moštiju sv. arhiđakona Stefana (1844. – 1964.)